# Croton huberi
Espèce
Classification APG III (2009)
Croton huberi est une espèce de plantes à fleurs du genre Croton et de la famille des Euphorbiaceae présente au Venezuela.